# بلدوين الرابع
بلدوين الرابع (بالفرنسية: Baudouin) (1185 - 1161) ملك اورشليم، من 1174 حتى وفاته عام 1185. نال إعجاب معاصريه والمؤرخين اللاحقين بسبب إرادته وتفانيه في خدمة مملكة المقدس على الرغم من إصابته بمرض الجذام المنهك. باختيار مستشارين أكفاء، أستطاع بالدوين حكم مملكة مسيحية مزدهرة ونجح في حمايتها من الحاكم المسلم صلاح الدين.
ظهرت على بالدوين أعراض الجذام الأولى عندما كان طفلاً، لكن لم يتم تشخيصه إلا بعد اعتلائه العرش وذلك بعد وفاة والده الملك عموري الأول. وبعد ذلك أصبحت يديه ووجهه مشوهين بشكل أسوء. في البداية حكم ريموند الثالث ملك طرابلس المملكة باسم بلدوين حتى بلغ الملك سن الرشد عام 1176. وبمجرد توليه الحكومة، خطط بالدوين لغزو مصر، والذي فشل بسبب عدم تعاون أتباعه. قام صلاح الدين بدوره بمهاجمة مملكة بالدوين عام 1177، لكن الملك والجليل ارناط أستطاعوا التصدي له في معركة تل الجزر، وبسبب هذا الحدث اكتسب بالدوين الشهرة. أتقن الملك الشاب ركوب الخيل على الرغم من فقدانه الإحساس تدريجياً في أطرافه، وكذلك كان قادراً على القتال في المعارك حتى سنوات حياته الأخيرة.
منعت وصمة الجذام بالدوين من الزواج. وكان يأمل في التنازل عن العرش عندما تزوجت أخته سيبيلا من ويليام مونتفيرات عام 1176، لكن ويليام توفي في العام التالي. وفي عام 1180، ومن أجل إحباط انقلاب ريموند الثالث ملك والأمير بوهيموند الثالث، طلب بالدوين من سيبيلا الزواج من غي دي لوزينيان. عارض جزء كبير من النبلاء غي دي لوزينيان، وسرعان ما أضعف علاقته مع بالدوين بشكل دائم. وأدى الخلاف الداخلي الذي أعقب ذلك إلى إجبار بالدوين على البقاء ملكًا، لأنه كان الوحيد القادر على توحيد النبلاء المتنازعين. أستطاع بالدوين صد صلاح الدين مرة أخرى في عام 1182، لكن الجذام جعله أعمى وغير قادر على المشي أو استخدام يديه في عام 1183. قام بحرمان غي من الميراث وتوج ابن سيبيلا، بالدوين الخامس، وصيًا قبل أن يذهب لرفع حصار صلاح الدين الأيوبي عن الكرك. فشل بالدوين في إلغاء زواج اخته سيبيلا من غي وفشل في مصادرة ممتلكات غي في عسقلان. وفي أوائل عام 1185، رتب لريموند ليحكم كوصي لإبن سيبيلا وتوفي قبل 16 مايو.

## النشأة
ولد بلدوين الرابع في منتصف عام 1161. أبوه هو عموري الأول ملك مقاطعة يافا وعسقلان وأمه هي الملكة أغنيس من كورتيناي. وكان عراب بالدوين هو عمه، الملك بالدوين الثالث، الذي قال مازحا أن هدية تعميده كانت مملكة القدس. كان الملك بالدوين الثالث شابًا ومتزوجًا حديثًا، مما يجعل اعتلاء ابن أخيه العرش أمرًا مستبعدًا؛ ومع ذلك، توفي بالدوين الثالث بدون أطفال في عام 1163. كان اخوه عموري هو وريث بالدوين الثالث، لكن نبلاء المملكة عارضوا بشدة زوجة عموري أغنيس؛ من المحتمل انهم كانوا يرونها تهديدًا بسبب تسلطها المتزايد. لذلك أجبرت المحكمة العليا عموري على الموافقة على فسخ زواجه بسبب قرابة الدم حتى يتم قبوله كملك. على الرغم من فسخ زواجه نجح عموري في إعلان شرعية أطفاله وأبناء أغنيس، سيبيلا وبالدوين الرابع. سرعان ما تزوجت أمه من النبيل هيو من إبلين بعد فسخ زواجها مع أبيه، ونشأ بالدوين بدون أم ولم تكن ترَ بالدوين إلا في المناسبات العامة. كما أنه نادرًا ما رأى أخته سيبيلا، التي نشأت في دير القديس لعازر على يد عمتهم يوفيتا. في سن السادسة، أصبح لدى بالدوين زوجة أب، وهي ماريا كومنين، التي لم يكن قريبًا منها. كانت الملكة امرأة طموحة ومن المحتمل أنها رأت بالدوين كعقبة أمام أطفالها.
كانت مملكة القدس والإمارات الصليبية الأخرى، على الرغم من أنها محاطة بالدول العربية الإسلامية، يحكمها الفرنجة، والكاثوليك الناطقين بالفرنسية الذين وصلوا إلى بلاد الشام من أوروبا الغربية وظلوا غربيين في الثقافة. ضمن الملك عموري أن إبنه بالدوين، بصفته الوريث الواضح للمملكة، ان يحصل على تعليم ممتاز. تم إرسال الأمير البالغ من العمر تسع سنوات للعيش مع ويليام الصوري، وهو رجل دين متطور وسافر كثيرًا واشتهر بعلمه. أُرسل الأمير البالغ من العمر تسع سنوات للعيش مع ويليام الصوري، وهو رجل دين متطور ويسافر كثيرًا واشتهر بعلمه. لاحظ ويليام أنه، على عكس الأطفال الآخرين في الملعب، لم يبكي بالدوين عندما يقرصه الأطفال الأخرين. بعد فترة، أصبح واضحًا له أن بالدوين لا يشعر بالألم في ذراعه اليمنى. استأجر الملك أطباء عرب لعلاج بالدوين وتعليمه ركوب الخيل، وهي مهارة أساسية للنبلاء الفرنجة. ونظرًا لأنه يمتلك الإحساس بيد واحدة فقط، كان بالدوين بحاجة إلى تعلم التحكم في الحصان في المعركة باستخدام ركبتيه فقط، وإتقان الركوب على الرغم من إعاقته. تم الاشتباه في إصابته بالجذام، ولكن لم تكن هناك أعراض واضحة بعد وتردد الأطباء في التشخيص بسبب الوصمة التي سيواجهها الصبي. ولو تم التشخيص عندما كان طفلاً، لكان من الممكن أن يكون بالدوين مطالبًا بموجب القانون بالانضمام إلى وسام القديس لازاروس، وهو أمر عسكري يتكون من الفرسان والرقباء المتضررين جسديًا.
عندما كان مراهقًا، كان بالدوين مبكر النضج، ومصممًا، ومتفائلًا في مواجهة مرضه. ولقد اقتدى بوالده في المظهر الجميل وشكل الجسم وطريقة المشي والتعبير عن نفسه. كما كان بالدوين سريع التعلم، لكنه كان يتلعثم. وكان يستمتع بالاستماع إلى القصص ودروس التاريخ. عَلق معلمه، ويليام، على ذاكرة بالدوين الممتازة، قائلاً إنه لم يكن ينسى اللطف أو الإهانات التي عامله بها الآخرون.
حاول أبوه عموري تزويج سيبيلا من الكونت الفرنسي ستيفن الأول من سانسيري، الذي كان سيحكم المملكة بصفته الوصي نيابة عن بالدوين إذا مات عموري مبكرًا. وعندما أخبره الأطباء أن بالدوين يمكن أن يصاب بالجذام، بدأ عموري في النظر إلى سيبيلا وستيفن كملوك نهائيين بدلاً من بالدوين، لكن الخطة فشلت. في يونيو 1174، أصيب الملك عموري بالزحار. وتوفي في 11 يوليو، تاركًا خلفه وريثًا قاصرًا، كما كان يخشى حدوث ذلك.

## فترة حكمه
بعد عامين بلغ بلدوين السن الذي يتولي فيه مهام ملكه رسميا. ولم يلتزم بلدوين بمعاهدة ريموند مع صلاح الدين وقام بغارات على دمشق وسهل البقاع.
ثم خطط بلدوين للهجوم علي صلاح الدين في مركز قوته في مصر لذلك أرسل رينولد دي شاتيون لأمبراطور بيزنطة مانويل الأول للحصول علي دعم البحرية البيزنطية وفي الوقت نفسه وصل فيليب فلاندرز في حمله صليبية ابن عم بلدوين. وفي نوفمبر 1177 هزم بلدوين صلاح الدين في معركة تل الجزر قرب الرملة انسحب على إثرها صلاح الدين إلى مصر.
لكن بعد ذلك توالت الهزائم علي بلدوين الرابع منها إغارته علي بانياس علي يد فروخ شاه ابن أخ صلاح الدين وايضاً على نهر الليطاني في مواجهة صلاح الدين والتي هرب منها بلدوين بصعوبة وأسر في هذه المعركة رئيس فرسان المعبد وبلدوين ايبلين وهو أحد أبناء زوجة ريموند حاكم طرابلس.

## وفاته
في عام 1184 قام بلدوين بتعيين ابن اخته بلدوين دي مونفيرا ولي عهده وبعدها بعام قام بتعيينه مساعداً له. في نهاية الشتاء 1185 مات بلدوين الرابع وتولي ولي عهد صاحب الخمس سنوات باسم بلدوين الخامس بوصايه ريموند حاكم طرابلس.